# Khandbari
Khandbari (in nepalese खाँदवारी नगरपालिका) è una municipalità del Nepal, capoluogo del distretto di Sankhuwasabha.